# Джаябхарати (режиссёр)
Джаябхарати (там. ஜெயபாரதி; 1947 — 6 декабря 2024, Ченнаи) — индийский кинорежиссёр
, снимавший фильмы на тамильском языке.

## Биография
Родителями Джаябхарати были писатели Т. Рамамурти и Сароджа Рамамурти. Свою карьеру он начал как журналист.
К. Балачандер предлагал ему исполнить роль антагониста в Moondru Mudichu 1976 года, но Джаябхарати отказался, поскольку уже начал работу над собственный режиссёрским проектом. Свой первый фильм Kudisai он завершил в 1979 году, собрав деньги с помощью краудфандинга. Картина получила признание критиков и несколько наград.
Затем он поставил такие фильмы как Oomai Janangal (1984), Rendum Rendum Anju (1988), Uchi Veyil (1991), Nanba Nanba (2002) и Kurukshetram (2006). После великолепного Nanba Nanba, снятого с невероятно маленьким бюджетом, Kurukshetram стал для зрителей разочарованием. Тогда Джабхарати занялся короткометражными и документальными фильмами. Он снял две получасовых киноленты о королевской культуре эпохи Сангама для CIIL, после чего должен был экранизировать «Velvithee» М. В. Венкатрама в формате мини-сериала для Doordarshan и заняться Aravani, повествующей о проблемах трансгендеров. Его последней полнометражной работой стал Puthiran, снятый в 2010 году, но так и не вышедший в широкий прокат из-за нехватки средств. Несмотря на это фильм получил три кинопремии штата Тамилнад: за лучшую мужскую роль, лучшую женскую роль и лучший фильм.
Джаябхарати скончался 6 декабря 2024 года в Ченнаи, в возрасте 77 лет. У него остались жена Прита и дочь.